# Вічний поклик (телесеріал)
«Вічний поклик» (рос. «Вечный зов») — радянський багатосерійний телевізійний художній фільм у жанрі сімейної саги, знятий за однойменним романом Анатолія Іванова. Знімали на «Мосфільмі» з 1973 по 1983 рік.
На матеріалах подій півстоліття (з 1906 по 1961 роки) у фільмі показана історія родини Савельєвих. Як і їхні односельці, вони проходять через дві війни (з Японією й Першу світову), більшовицьку революцію, громадянську війну, колективізацію, період сталінських репресій, німецько-радянську війну та повоєнний час.

## Виробництво і показ
Зйомки проходили на території Башкирської АРСР в декількох селах Дуванського району: Тастуба (будинок Кафтанова — колишня будівля правління колгоспу «Іскра»), Єлабуга (нині нежитлова, початок 1 серії), Ярославка (колгоспна контора), Трубкіне, а також Бєлорєцьк.
Телепрем'єра перших шести серій відбулася 2-4 і 8-10 червня 1976 року.
У 1979 році основні творці серіалу були удостоєні Державної премії СРСР. У 1980 фільм був повторно показаний у січні—березні (фільм перший), в травні 1983 були показані 7 серій 2-го фільму. У 1996 році режисери фільму перемонтували картину під новий телестандарт, відновивши раніше вирізані епізоди.

## Сюжет

### Фільм перший

#### 1 серія— «Старший брат»
1906 рік. З японського фронту в глухе сибірське село Михайлівки повертаються двоє односельчан — Дем'ян Інютін і Панкрат Назаров, перший без ноги, другий — з кулею в легенях. Дем'ян наймається керуючим маєтком до місцевого багатія Михайла Кафтанова, жорстко утискає своїх односельчан і скоро стає правою рукою Кафтанова.
У родині бідного селянина Силантія Савельєва ростуть троє синів — Антон, Федір та Іван. Старший Антон подається на заробітки в Ново-Ніколаєвськ, де його залучають до підпільної роботи в РСДРП. У результаті облави Антона заарештовують і він потрапляє на допит до слідчого Охоронного відділення Лахновського. Лахновський пропонує Антону видати підпільників, але зазнає невдачі і передає Антона кату Косоротову, але і там не видає однопартійців. Витримує тортури і підпільник Іван Михайлович Суботін, а купецький син, гімназист Петро Поліпов схиляється до зради.

#### 2 серія— «Ніч перед світанком»
1914 рік. Молодший з Савельєвих, Іван, який служить конюхом у Кафтанова, закохується в його дочку Ганну. Його старший брат Федір також розраховує на Ганну з метою поріднитися з багатим Кафтановим.
З фронту повертається Полікарп Кружилин, а Антон Савельєв тікає з каторги і одружується з Лізою, на їх весіллі присутній і закоханий в Лізу зрадник Поліпів. Поліпів видає Антона і того заарештовують.
На заїмці Кафтанова працюють Силантій Савельєв з сином Федором. Федір із заздрістю спостерігає розгульне життя Кафтанова, під час напруженої розмови сина з батьком з'являється Антон, який утік з в'язниці.

#### 3 серія— «У чому твоя віра?..»
На ранок Федір зауважує на заїмці сліди Дем'яна Інютіна і розуміє, що той вистежує Антона. Антон ховається в горах, але Дем'ян з солдатами вистежує Федора, який несе братові їжу, і вимагає видати Антона. Антон здається сам і його заарештовують.
Інютін бажає одружити свого сина Кир'яна з дочкою Кафтанова Ганною, але Кир'ян закоханий у дочку сільської повитухи Анфісу, тому Інютін просить Федора «зіпсувати» дівку. Анфіса закохується у Федора і через деякий час повідомляє, що вона вагітна від нього. Кир'ян, дізнавшись, що Анфіса зрадила його з Федором, повідомляє про те Івану і вони разом намагаються побити Федора.
Федір зустрічає Ганну у дворі її будинку і заявляє, що закоханий в неї. Ганні також до вподоби Федір, вона знає про його зв'язок з Анфісою, проте згодом піддається його умовлянням.
У село приходить звістка про зречення царя від престолу. Про це першим дізнається Кафтанов, який привозить цю звістку з повітового міста Шантара. Кафтанов розповідає про це Дем'янові Інютіну. Інютін у свою чергу повідомляє Кафтанову про зв'язок Ганни з Федором. Кафтанов шмагає Федора батогом, а потім наказує спустити на нього собак. Від собак Федора рятує Полікарп, який вбиває одну з них з рушниці.

#### 4 серія— «Заколот»
1918 рік. У Сибіру починається білогвардійський заколот. Одним з організаторів заколоту в Ново-Ніколаєвську є Лахновський. Кафтанов, зібравши загін, здійснює напади на села навколо Шантари. Анфіса повідомляє, що Кафтанов має намір вбити голову сільради Панкрата Назарова, голову виконкому Полікарпа Кружиліна і його помічника Якова Алейникова. Ганна ховає родину Панкрата у своєму домі, Кир'ян ховає Кружиліна і Алейникова у домі Інютіна. Кир'ян, Кружилін і Алейников обеззброюють Дем'яна.
Наступного ранку Кафтанов жорстоко карає Федора, який відмовився вказати, де ховалися втікачі. Покарання спостерігає Іван, який знаходиться в загоні Кафтанова.
У Ново-Ніколаєвськ перед початком заколоту повертається Антон. Заколотники здійснюють арешти. Поліпів намагається убезпечити Лізу, яка збирається зустрічати чоловік. Антона, Лізу і їх сина заарештовує Лахновський. Поліпів нагадує Лахновському, що той обіцяв не чіпати Лізу і її сина. Побитого Поліпова садять у камеру до Антона. Щоб змусити Антона до зради Лахновський також наказує катувати його дружину і сина, після чого наказує розстріляти Антона. По дорозі до місця розстрілу підкуплений конвоїр допомагає Антону втекти.
Партизанський загін, організований Кружиліним і Назаровим, переслідують білогвардійці. У загоні перебувають Федір з Ганною і Кир'ян з Анфісою. Силантій Савельєв допомагає партизанам сховатися в неприступній ущелині. Командир білих полковник Зубов наказує Івану Савельєву розстріляти Панкрата Назарова, захопленого в полон. До Зубова також приводять Силантія Савельєва, за допомогу партизанам полковник наказує їх повісити…

#### 5 серія— «В кам'яному мішку»
Вихід з ущелини, де ховаються партизани Кружиліна, перекритий білогвардійцями. Іван відпускає Панкрата Назарова, але відмовляється йти до партизанів, побоюючись, що його вб'є брат Федір.
Іван благає полковника Зубова помилувати його батьків, але полковник непохитний. Дем'ян заманює Івана в сарай і замикає його. В останній момент Зубов наказувати помилувати матір Івана. Страту спостерігає Яків Алейников, якого партизани спустили вночі зі скелі для розвідки. Алейников повертається в загін і, повідомляє про страту Силантія і пропонує спустити бійців, щоб перебити охорону біля входу в ущелину і вчинити напад на заїмку Кафтанова, де перебувають Зубов і Кафтанов. Федір, дізнавшись про страту батька, мріє помститися Івану.
Партизани спускаються з кручі, вбивають охорону біля входу в ущелину і нападають на заїмку. До них приєднується Панкрат Назаров, відпущений Іваном. У бою на заїмці Зубов ранить Алейникова, розрубав тому обличчя. Федір вбиває полковника і хоче вбити його неповнолітнього сина Петю, але хлопця закриває своїм тілом Іван. Кафтанову з частиною банди, а також Івану з сином Зубова вдається втекти і сховатися. Кафтанов також захоплює Ганну і пропонує Івану насильно взяти її за дружину, але Іван відмовляється і Кафтанов велить Косоротова збезчестити власну дочку за зв'язок з партизанами. Іван вбиває Дем'яна Інютіна і Кафтанова, і приводить зганьблену Ганну до партизанів…

#### 6 серія— «Повернення»
1925 рік. Іван виходить на свободу після покарання за участь у банді Кафтанова і зустрічається з Агатою, яка згодом стає його дружиною.
Анфіса вийшла заміж за Кир'яна. На їх весіллі Федір пропонує Ганні вийти за нього, Ганна відмовляється, бо не може забути своєї ганьби, але згодом погоджується. Анфіса як і раніше залишається коханкою Федора. Кир'ян дізнається про зраду.
У Михайлівці йдуть дебати про організацію колгоспу, а в лісах бродять банди, одну з яких очолює Лахновський. Разом з ним в банді син полконика Зубова Петро, син Кафтанова Макар і колишній тюремний наглядач Косоротов. Банда здійснює напад на Михайлівку. Яків Алейников, що став співробітником ОГПУ, обіцяє Кружиліну зловити Лахновського.
Іван і Агата їдуть до Михайлівки. Їх повернення до відбувається якраз після погрому, влаштованого бандою Лахновського. Панкрат Назаров, не зважаючи на озлобленість селян на Івана, зустрічає Івана по-доброму і дозволяє залишитися в батьківському домі.
Кружилін звертає увагу, що Федір Савельєв розвалив роботу, разом з іншими добровольцями не поїхав знищувати банду Лахновского. Полікарп каже Федору, що знає про його зв'язки з дружиною Кир'яна, і вимагає припинити цей зв'язок. Федір у відповідь просить звільнити його з посади начальника пошти — він вирішив повернутися до Михайлівки. Разом з собою Федір забирає до Михайлівки і Кир'яна з Анфісою.
Колгоспні збори приймають Івана в колгосп.

#### 7 серія— «На своїй землі»
Яків Алейников, дізнавшись, що Панкрат Назаров прийняв Івана в колгосп, нагадує про попередження щодо Івана, якого вважає ворогом. Кружилін виступає на захист Івана.
Поліпів повертається з Уралу в крайком партії і в телефонній розмові просить Кружиліна збільшити збір продовольства на користь голодуючого Поволжя.

#### 8 серія— «Випробування»
Агата їде до Антона у Харків, щоб розповісти про трагічну долю Івана.
Секретар обкому Суботін, рятуючи старого друга Кружиліна від можливих переслідувань, організовує його переведення в Ойротію (Гірський Алтай). Замість Кружиліна секретарем райкому стає Поліпів. Він круто закручує гайки і нещадно вигрібає по хлібозаготівлях з колгоспів навіть насіннєвий фонд.
Серед комуністів Шантарські району влаштовуються масові чистки. Для зміцнення свого становища цим намагається скористатися Поліпів. Це прекрасно розуміють члени бюро райкому, але протистояти Поліпова не можуть — в своїх інтересах він використовує органи НКВД і Якова Алейникова.

#### 9 серія— «Війна!»
Кружиліна відкликають з Ойротії і призначають секретарем райкому в Шантару замість Поліпова. Поліпова залишають в Шантарі головою райвиконкому. Перша поїздка Кружиліна до Михайлівки, де він зустрічаєтьмя з Агатою, сином Івана, Володею, і Панкратом Назаровим, переконує його, що справи в колгоспах району погані. Назаров доводить до Кружиліна, що Поліпів фактично знищив всі господарства району.
Між Федором і сином Семеном відбувається розмова і Семен каже батькові, що той допомагає людям на копійку, а вимагає на рубль. Федір продовжує зустрічатися з Анфісою.
Алейников приходить в райком до Кружиліна і повідомляє, що Івана Савельєва звільнили з в'язниці. Алейников не впевнений, чи правильно він вчинив з Іваном та іншими заарештованими.
Повертається Іван і не може відповісти сину, за що він сидів у в'язниці. Панкрат Назаров вітає Івана з поверненням. Іван розповідає, що в таборах він був разом з Косоротовим, сином полковника Зубова і Макаром Кафтановим.
Суботін дзвонить Кружиліну і просить терміново зібрали членів бюро — о 4-й годині буде важливе урядове повідомлення. Після розмови з Суботіним телефоністка кричить Кружиліну, що почалася війна…

#### 10 серія— «Тривожні дні і ночі»
У Шантару прибувають ешелони з евакуйованими, яких насилу вдається розселити. Незабаром туди ж евакуюють завод сільгоспмашин з робітниками і їхніми родинами. Пустити завод наказано головному інженеру заводу Івану Хохлову в найкоротший термін на порожньому місці. Яків Алейников, закохавшись в Віру, приходить до Інютіна свататися.
Надходить директива щодо перепрофілювання заводу для потреб фронту. Приїжджають фахівці, серед яких і Антон Савельєв, призначений директором. Він розповідає про те, що був в полоні з Петром Зубовим, сином убитого полковника. І раптом він бачить його тут, на станції. Алейников обіцяє заарештувати зрадника.

#### 11 серія— «Перед штурмом»
Антон Савельєв запрошує в гості своїх братів — Івана і Федора. Спроба примирення закінчується скандалом. На фронт від сімейних проблем потайки збігає Кир'ян Інютін. Голова райвиконкому Поліпов скаржиться в обком на самоуправство голови колгоспу «Червоний партизан» Панкрата Назарова, який засіяв поля житом замість пшениці. Суботін з Кружиліним їдуть в колгосп і переконуються в правоті Панкрата.

#### 12 серія— «Долі людські»
Алейников заарештовує Петра Зубова і Макара Кафтанова і розлучається з Вірою, зрозумівши, що любов до неї не може змінити його помилок в минулому. Федір вирішує піти від Ганни, але отримує відкоша і від Анфіси — вона чекатиме на чоловіка. Завод, ціною неймовірних людських зусиль, в намічений термін видає першу продукцію. На фронт йдуть Семен та Іван Савельєви. Алейников пропонує Петру Зубову «кров'ю спокутувати провину перед Батьківщиною».

### Фільм другий

#### 1 (13) серія— «Вогнем хрещені»
1942 рік. У Шантарі, на складі снарядів, трапляється пожежа, при гасінні якої гине Антон Савельєв. Іван і Семен Савельєви разом потрапляють на фронт в танкову бригаду. У першому ж бою їх екіпаж підбиває п'ять ворожих танків. Федір Савельєв, остаточно заплутавшись у життя, йде на фронт. Військова частина, куди він потрапив, терпить в бою поразку. Федір здається в полон.

#### 2 (14) серія— «Обпалене кохання»
На передовій під час затишшя Семен знайомиться з Ольгою Корольовою — зв'язковою партизанського загону, на очах якої німці вбили матір. Кир'ян Інютін, втративши на війні ноги, намагається в госпіталі накласти на себе руки. Федір потрапив у полон до німців і став служити поліцаєм у «старого знайомого» — колишнього слідчого царської охранки, а нині підполковника абверу Лахновського. Лахновський дізнається про те, що десь поблизу в армійській газеті працює Петро Поліпов, якого він колись завербував і зробив провокатором.
Прибулий на фронт Яків Алейников розмовляє з капітаном, Ольга повідомляє, що бачила цього капітана з німцями.

#### 3 (15) серія— «Вогонь і попіл»
Яків Алейников, потрапивши на фронті в військову контррозвідку, зустрічає свого «хрещеника» — Петра Зубова, якому колись допоміг знайти чесну дорогу в життя, а згодом і Івана Савельєва, якого в минулому посадив у в'язницю. Іван розповідає, що безвісти пропав у бою його племінник Семен. Алейников повідомляє Івану, що Федір служить карателем у німців. Іван вирішує йти на завдання з загоном Алейникова.
На фронт з редакцією газети приїжджає Поліпов. За наказом Лахновського його заманюють і переводить через лінію фронту. Лахновський розповідає Поліпову про те, як західний капіталістичний світ задумує зруйнувати СРСР. Згодом Поліпова відводять назад за лінію фронту.

#### 4 (16) серія— «Протистояння»
Під час нападу загону Алейникова на базу німців Лахновський зі своїми людьми намагаються сховатися. У їх числі і Федір. Лахновський підвертає ногу і його вбивають свої. В ході бою між партизанами і німцями зустрічаються брати Савельєви і Іван вбиває Федора. Під час затишшя Ольга Корольова розповідає Івану, що носить під серцем дитину зниклого Семена, а Семен поранений потрапив в полон разом з Петром Зубовим і Максимом Назаровим, сином Панкрата Назарова.
Кир'ян Інютін, втративши ноги, по потягах просить милостиню і не хоче повернутися додому. Суботін в розмові з Кружиліним попереджає останнього щодо Поліпова і згодом помирає, дізнавшись про загибель останнього сина.

#### 5 (17) серія— «Біль і гнів»
Дружина загиблого під час пожежі Антона Савельєва Ліза вмирає від серцевого нападу після сварки з дружиною Поліпова Поліною — дочкою Лахновського, від якої безуспішно намагалася добитися правди про зраду її чоловіка. Анфіса, отримавши звістку про Кир'яна, знаходить його і забирає додому. Дружина Івана Савельєва Агата гине від рук бандитів, які крали колгоспне сіно. Після її загибелі з фронту повертається Іван, який втратив праву руку.
З фронту повертається Поліпов і просить Кружиліна допомогти йому влаштуватися на колишнє місце в райком. Кружилін, згадуючи застереження Субботіна, категорично заперечує, однак обком бере сторону Поліпова.

#### 6 (18) серія— «Совість»
1957 рік. Поліпов знову секретар Шантарського райкому партії, а син Полікарпа Кружиліна Василь стає редактором районної газети. Іван Савельєв — голова колгоспу «Червоний партизан», а Полікарп — парторг колгоспу. Іван і Кружилін-старший конфліктують з Поліповим з приводу передових методів сільського господарства.
Безногий Кир'ян Інютін повернувся до повноцінного життя і працює в колгоспі рахівником; у них з Анфісою підростає третя дитина. Відсидівши за зраду, в село повертається син Назарова Максим. Не отримавши батьківського прощення, він накладає на себе руки, батько вмирає на його могилі. Приїжджає Петро Зубов і розповідає про Семена, з яким його розвела доля після концтабору.

#### 7 (19) серія— «Безсмертя»
1961 рік. У Михайлівку приїжджає Ольга Корольова з дочкою. Іван веде їх до матері Семена — Ганни, де Ольга розповідає про Якова Алейникова, історію його боротьби з українськими націоналістами і про його загибель. Незабаром Ганні приходить лист з Норвегії, де після втечі з концтабору воював і загинув Семен. Анна і Дмитро їдуть до Норвегії на могилу Семена.
Поліпов дізнається про процес у Києві над українськими націоналістами. В ході цього процесу спливає прізвище Поліпова і обком партії проводить розслідування. З'ясовується факт співпраці Поліпова з охранкою і його виключають з партії. Син Полікарпа Кружиліна стає головою колгоспу «Червоний партизан», а син Федора Савельєва Дмитро отримує лист від Ганки з пропозицією приїхати.

## У головних ролях
- Валерій Хлевинський — Антон Савельєв
- Вадим Спиридонов — Федір Савельєв
- Микола Іванов — Іван Савельєв
- Петро Вельямінов — Полікарп Матвійович Кружилін
- Іван Лапиков — Панкрат Назаров
- Владлен Бірюков — Яків Алейников
- Ада Роговцева — Ганна
- Тамара Сьоміна — Анфіса
- Андрій Мартинов — Кир'ян Інютин
- Володимир Борисов — Семен, син Федора
- Юхим Копелян — Михайло Лукич Кафтанов
- Олег Басилашвілі — Арнольд Лахновський